# Rossville (Georgia)
Rossville è una città degli Stati Uniti d'America, situata in Georgia, nella Contea di Walker.